# 格木小煤炱
格木小煤炱（学名：Meliola erythrophlei）是属于小煤炱目小煤炱科小煤炱属的一种真菌，寄生在格木属植物上。该种分布于中国、几内亚、塞拉利昂。